# Naughty by Nature
Pour les articles homonymes, voir NBN.
Naughty by Nature est un groupe de hip-hop américain, originaire d'East Orange dans le New Jersey.
Le groupe est composé de Treach, Vin Rock, et de DJ Kay Gee.

## Biographie

### Années 1980
Le groupe formé en 1988 à East Orange, dans le New Jersey apparaît pour la première fois sur la scène musicale en 1989, sous le nom The New Style, en publiant l'album Independant Leaders, dont un titre, Scuffin' Those Knees, connaît un petit succès. Après la sortie de ce premier album, Queen Latifah s'intéresse à eux et les prend sous son aile. Le groupe change ensuite son nom pour celui de Naughty By Nature.

### Années 1990
Le succès arrive en 1991 avec le morceau O.P.P. extrait de leur deuxième album Naughty By Nature. Il atteint la sixième place du Billboard Hot 100. Ce titre utilise notamment des samples du tube des Jackson 5, ABC. Il est utilisé dans la plupart des films et séries télévisées comme Le Prince de Bel Air, Malibu's Most Wanted, Ma famille d'abord, Monk, et The Office. O.P.P. est également bien accueilli par la presse spécialisée, ayant atteint le top 100 des singles rap de tous les temps en 1998 au magazine The Source, et étant classé 20e meilleur single des années 1990 par le magazine Spin.
Plus tard, le groupe publie plusieurs singles à succès issus de leurs troisième et quatrième albums 19 Naughty III et Poverty's Paradise, respectivement. Les deux albums atteignent la première place des classements R&B/Hip-Hop. Hip Hop Hooray est un succès issu de 19 Naughty III. Sa vidéo est réalisée par Spike Lee et présente plusieurs artistes des années 1990 comme Queen Latifah, Eazy-E, Run-D.M.C., et Da Youngstas. Poverty's Paradise remporte le Grammy Award du meilleur album de rap en 1996, devenant le premier album à gagner ce prix.
En 1999, le groupe publie son cinquième album, Nineteen Naughty Nine: Nature's Fury. L'album est certifié disque d'or par la RIAA, et présente le single Jamboree qui atteint la dixième place du Billboard Hot 100.

### Années 2000 et 2010
Après la sortie de ce dernier album, un conflit financier se développe entre DJ Kay Gee et Treach, ce dernier accusant le premier d'avoir dilapidé les liquidités du groupe. En raison de ces désaccords, DJ Kay Gee quitte le groupe à la fin de l'année 2000 et commence à développer son propre label, Divine Mill. En septembre 2002, Treach et Vin Rock publient un nouvel album, intitulé IIcons, qui reçoit un accueil mitigé. En 2003, Tanner Kramer, le disc jockey de la formation, meurt d'une overdose et le groupe est dissous. En mai 2006, DJ Kay Gee se réconcilie avec Treach et le groupe se reforme lors d'un concert au B.B. King's Blues Club de New York. En avril 2010, ils publient le single Get to Know Me Better avec Pitbull en featuring. Plus tard dans l'année sort l'album Naughty by Nature: Tha Mixtape. Le 13 décembre 2011, ils travaillent sur leur septième album qui sort à la fin de l'année sous le titre Anthem Inc..
En mars 2012, Naughty by Nature joue à Asbury Park, NJ au Garden State film festival.
Leur chanson Here Comes the Money est utilisée comme thème d'entrée par le catcheur Shane McMahon.

## Membres actuels
- Anthony 'Treach' Criss : né le 2 décembre 1970
- Vincent 'Vin Rock' Brown : né le 17 septembre 1970
- Keir 'DJ Kay Gee' Gist : né le 15 septembre 1969

## Discographie

### Albums studio
- 1989 : Independent Leaders (sous le nom The New Style)
- 1991 : Naughty by Nature
- 1993 : 19 Naughty III
- 1995 : Poverty's Paradise
- 1999 : Nineteen Naughty Nine: Nature's Fury
- 2002 : IIcons
- 2010: "Tha Mixtape"
- 2011 : Anthem Inc.

### Compilations
- 1999 : Nature's Finest: Naughty by Nature's Greatest Hits
- 2003 : Greatest Hits: Naughty's Nicest